# ルブロション

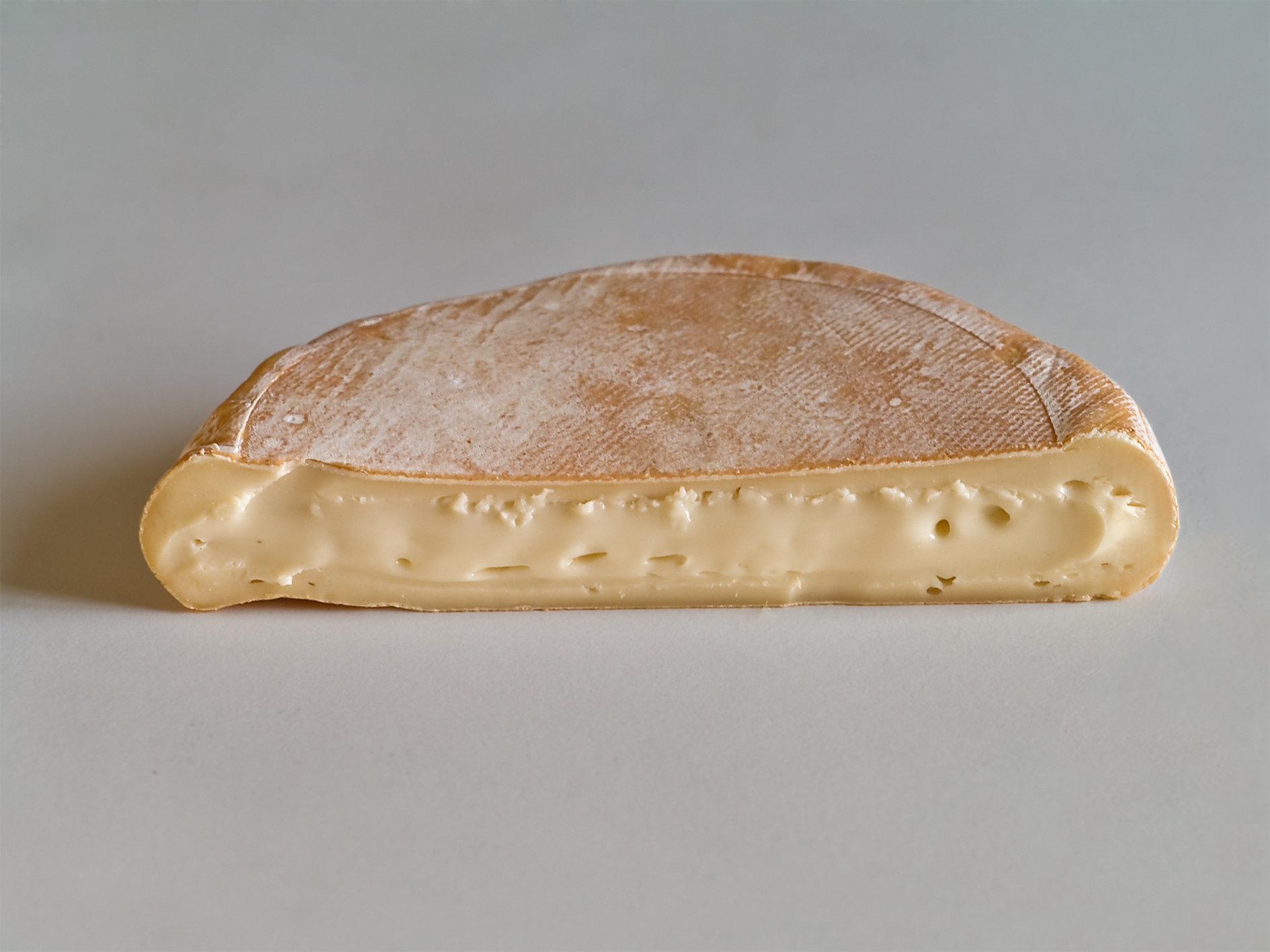
ルブロション・チーズの例

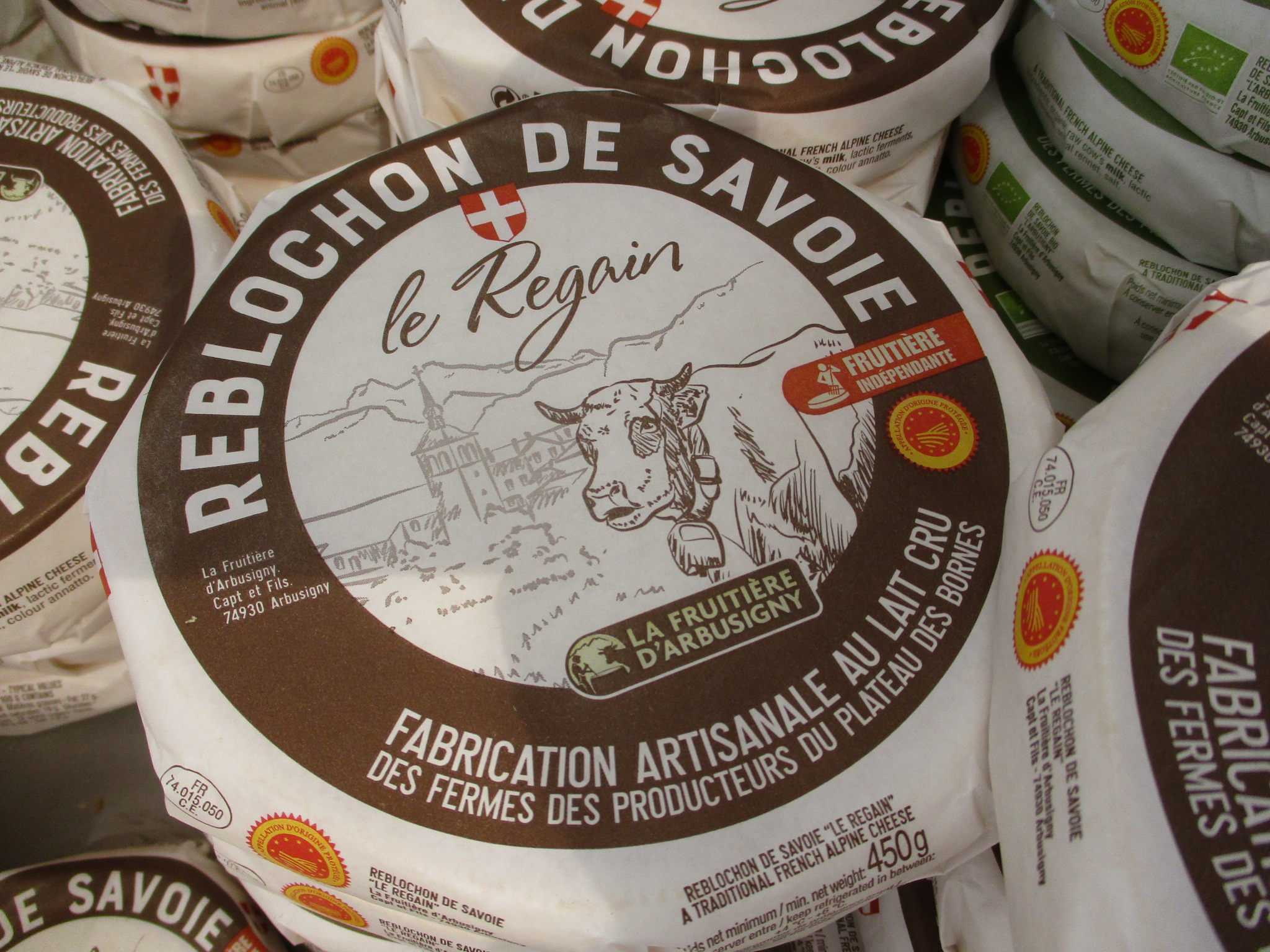
赤いマーク（工場製）のルブロション・チーズ（シャモニーで）

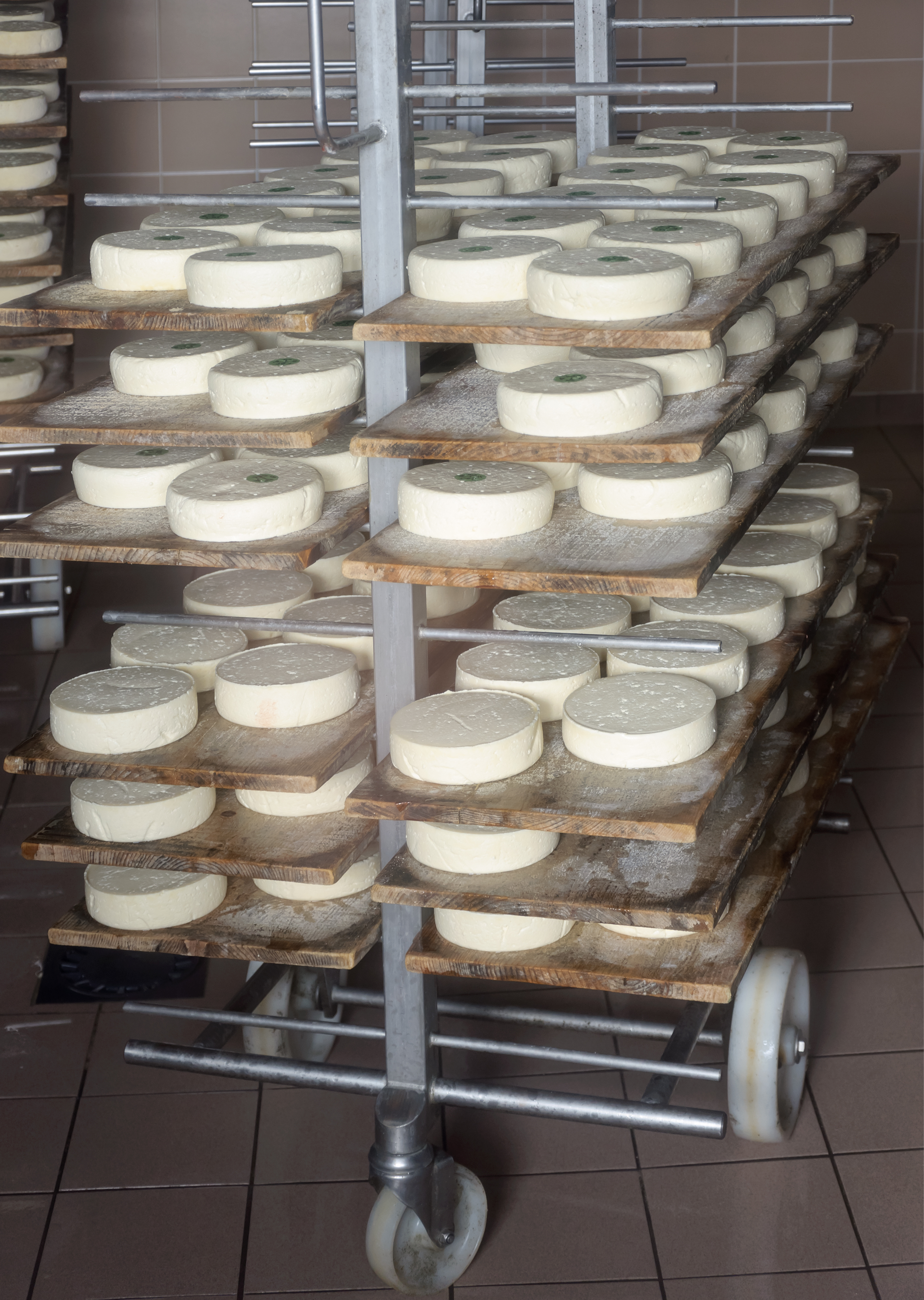
ルブロション・チーズを熟成前に乾燥（農家で）

ルブロション（フランス語: Reblochon）は、フランス・アルパイン地方のオート＝サヴォワ県で作られるチーズで、生の牛乳からで作られた代表的なウォッシュチーズの柔らかい洗浄された外皮と柔らかく熟成するのが特徴である。 独自の農産物原産地指定（AOC）があり、包装紙にあるマークが緑は農家製、赤は工場製である。
ルブロションは、アラヴィ山塊（Aravis）のトーヌ谷（Thônes）とアルリー谷（Arly）で最初に作られ、トーヌ谷は今でもルブロションの生産の中心地であり、チーズは今でも地元の協同組合で作られている。1964 年まで、ルブロションはアルプスのイタリア地域でも生産されていたが、その後イタリアのこのチーズはレブルチョン（Rebruchon）やレブロ・アルピーノ（Reblò alpino）などの名前になり、販売量が減少している。

## 参照項目
- フランスのチーズ
- AOCチーズの一覧

ルブロションが使われるサヴォワ料理：
- タルティフレット
- ペラ

など